# Pustina

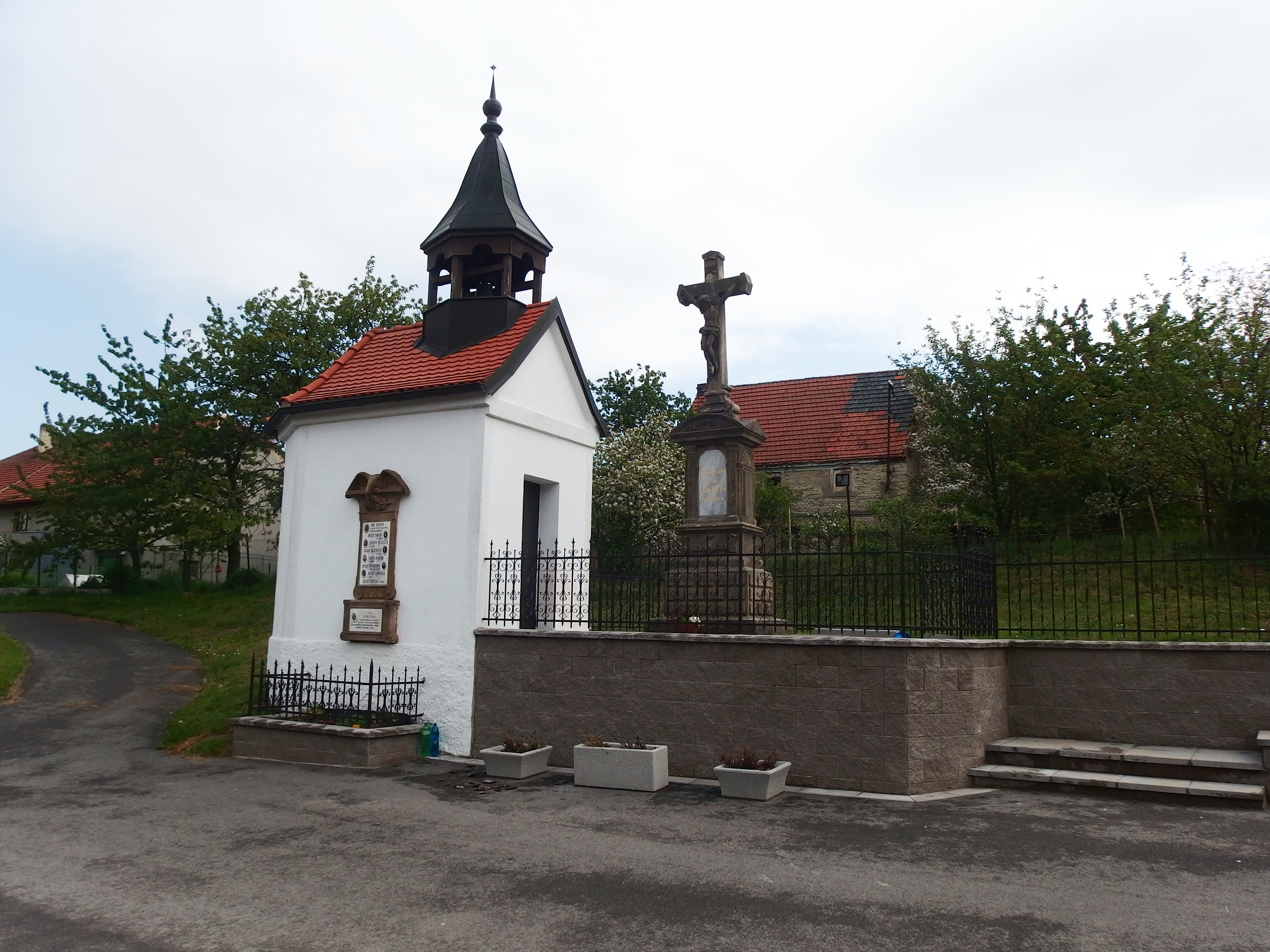
Glockenturm

Pustina ist eine Gemeinde in Tschechien. Sie liegt sieben Kilometer südwestlich von Vysoké Mýto und gehört zum Okres Ústí nad Orlicí.

## Geographie
Pustina befindet sich in der Quellmulde eines namenlosen Baches in der Novohradská stupňovina (Neuschlosser Stufenland).
Nachbarorte sind Svařeň, Sejtinka und Brteč im Norden, Serváčov, Lhůta und Džbánov im Nordosten, Zádolí im Osten, Javorník, Javorníček, Pustinky  und Libecina im Südosten, Dvořiště und Doubravice im Süden, Rvasice, Drahoš, Rabouň, U Prokopů, Bílý Kůň und Střemošice im Südwesten, Řepníky im Westen sowie Srbce und Pěšice im Nordwesten.

## Geschichte
Pustina gehört zu den jüngsten Orten im Pardubický kraj und wurde 1720 erstmals urkundlich erwähnt. Der als Angerdorf angelegte Ort wurde wahrscheinlich durch die Besitzer der Herrschaft Nový hrad, Fürsten von Trautson, gegründet.
1749 verkaufte Johann Joseph von Trautson die Herrschaft an Anna Barbara Harbuval-Chamaré geb. Freiin von Sannig († 1773). Ihr Sohn Johann Anton Joseph Harbuval-Chamaré ließ in den Jahren 1774 bis 1777 das Schloss Neuschloß als neuen Herrschaftssitz erbauen.
Im Jahre 1835 bestand das im Chrudimer Kreis gelegene Dorf Pustina aus 44 Häusern, in denen 243 Personen lebten. An der Anhöhe südlich des Dorfes lag ein Meierhof. Pfarrort war Řepnik. Bis zur Mitte des 19. Jahrhunderts blieb Pustina immer der Herrschaft Neuschloß untertänig.
Nach der Aufhebung der Patrimonialherrschaften bildete Pustina eine Gemeinde im Gerichtsbezirk Hohenmauth. Ab 1868 gehörte die Gemeinde zum politischen Bezirk Hohenmauth. Die Freiwillige Feuerwehr wurde 1928 gegründet.
1958 erfolgte eine Gemarkungsbereinigung mit der Gemeinde Zádolí; dabei wurden die zuvor zu Zádolí gehörigen drei Häuser von Pustina der Gemeinde Pustina zugeordnet. Im Zuge der Gemeindegebietsreform von 1960 wurde der Okres Vysoké Mýto aufgehoben; Pustina wurde Teil des Okres Ústí nad Orlicí.

## Sehenswürdigkeiten
- Glockenturm, er wurde 2005 zusammen mit dem danebenstehenden Kreuz saniert. 2006 wurde mit Geldern aus einer öffentlichen Sammlung eine neue Glocke gefertigt und am 3. September durch den Königrätzer Bischof Dominik Duka geweiht. An der Außenmauer befindet sich eine Gedenktafel für die Gefallenen des Ersten Weltkrieges.
- Anhöhe Na Pokloně mit barocker dreiseitiger Betsäule der hl. Dreifaltigkeit aus der Mitte des 18. Jahrhunderts. Von der südwestlich des Dorfes gelegenen Poklona bietet sich ein guter Ausblick nach der Böhmisch-Mährischen Höhe und dem Eisengebirge. Von den Höhen bei Pustina sind bei Fernsicht über das ostböhmische Tafelland der Kuneberg, die Schneekoppe, der Jeschken, der Glatzer Schneeberg oder der Altvater zu erkennen.